# Tokimeki Memorial 4
Tokimeki Memorial 4 (ときめきメモリアル4 Tokimemi Memoriaru Fō?) es un simulador de citas desarrollado y publicado por Konami y el cuarto juego de la serie Tokimeki Memorial. Es también el primer juego original de la serie en debutar en un sistema portátil (PSP).
El juego celebraba el 15º aniversario de la franquicia Tokimeki Memorial. Una edición especial del juego incluía un OVA, la banda sonora, una character box con 5 CD de música y bocetos de los artistas del juego.
El juego presenta el regreso del "Árbol de leyenda" del primer Tokimeki Memorial, así como la vuelta del instituto Kirameki como marco de la historia, 15 años después del primer juego.
Pese a que ha habido iniciativas para pedir a Konami la localización del juego, a febrero de 2012, el juego no ha sido editado fuera de Japón.